# Jan Heintze
Jan Heintze est un footballeur professionnel danois né le 17 août 1963 à Tårnby. Il jouait en tant que milieu défensif ou défenseur.

## Biographie
Il a commencé et terminé sa carrière aux Pays-Bas, au PSV Eindhoven. Avec le PSV il a notamment remporté la Coupe d'Europe des clubs champions en 1988.
En quinze ans il a été sélectionné 86 fois pour l'équipe du Danemark. Sa longévité fut assez remarquable, étant donné qu'il arrêta sa carrière à l'âge de 40 ans.

## Carrière
- 1982-1994 : PSV Eindhoven  Pays-Bas
- 1994-1996 : Bayer Uerdingen  Allemagne
- 1996-1999 : Bayer Leverkusen  Allemagne
- 1999-2003 : PSV Eindhoven  Pays-Bas

## Palmarès
- 86 sélections et 4 buts avec l'équipe du Danemark entre 1986 et 2002
- Vainqueur de la Ligue des champions en 1988 avec le PSV Eindhoven
- Champion des Pays-Bas en 1986, 1987, 1988, 1989, 1991, 1992, 2000, 2001 et 2003 avec le PSV Eindhoven
- Vainqueur de la Coupe des Pays-Bas en 1988, 1989, 1990 avec le PSV Eindhoven
- Vainqueur de la Supercoupe des Pays-Bas en 2000 et 2001 avec le PSV Eindhoven